# Pseudozygomma nigroalata
Pseudozygomma nigroalata är en tvåvingeart som beskrevs av Werner Mohrig 1996. Pseudozygomma nigroalata ingår i släktet Pseudozygomma och familjen sorgmyggor. Inga underarter finns listade i Catalogue of Life.